# Alexandru Pascu-Gheorghe
Alexandru Pascu-Gheorghe (n. 10 iunie 1937, București) este un artist plastic român, cunoscut în sudul României pentru activitatea sa bogată în domeniul picturii și al graficii de șevalet.

## Studii
Școala primară și liceul le-a urmat la Craiova, la Liceul „Frații Buzești”, oraș în care familia sa s-a stabilit în anul 1945.
După absolvirea liceului, a fost angajat la Teatrul Național din Craiova, unde a lucrat ca pictor decorator în perioada 1955–1962.
A urmat apoi cursurile Facultății de Arte Plastice, pe care le-a absolvit în anul 1965.
În timpul studiilor, i-a avut ca profesori pe Sima Paul la pictură, iar la grafică pe Grieb Alfred și Munteanu Coriolan.
După finalizarea facultății, a fost numit profesor de arte vizuale la Școala Nr. 2 „Traian” din Craiova, unde a predat între anii 1965 și 1998, până la pensionare.

## Activitatea artistică
A debutat în 1965, participând la Expoziția Interjudețeană Craiova-Hunedoara cu două lucrări de grafică: Flori și Țapinari.
Începând cu același an, a fost prezent la toate expozițiile organizate de filiala Uniunii Artiștilor Plastici și de Muzeul de Artă „Jean Mihail” din Craiova, dar și în orașe precum București, Slatina, Târgu Jiu, Râmnicu Vâlcea, Drobeta-Turnu Severin și Calafat.
Prima sa expoziție personală a avut loc în 1966, fiind vernisată la Craiova, în sala revistei Ramuri.
De-a lungul carierei, a organizat 33 de expoziții personale în mai multe orașe: Craiova (1966, 1968, 1970, 1975, 1976, 1979 și anual între 1980–2007), Timișoara (2002, 2004), Calafat (1968, 1972, 2002, 2004, 2006, 2007), Slatina (2005, 2007, 2008), Târgu Jiu (2003), Râmnicu Vâlcea (1977, 1980), precum și în Montpellier, Franța (1992) și Vidin, Bulgaria (2007).

## Expoziții naționale
A participat la expoziții importante în București, la Sala Ateneul Român (1972) și la Sala Dalles (1982), precum și la Cluj, unde a organizat o expoziție de grafică în 1976.
La împlinirea vârstei de 70 de ani, i-a fost organizată o amplă expoziție retrospectivă la Muzeul de Artă „Jean Mihail” din Craiova, care a reunit 153 de lucrări de pictură și grafică.
De-a lungul carierei, a participat la peste 235 de expoziții organizate de filiala Uniunii Artiștilor Plastici, precum și la 126 de expoziții de grup. Activitatea sa artistică a fost consemnată în publicații de specialitate și culturale precum Arta Plastică, Ramuri, Lamura, Mozaic, Scrisul Românesc, dar și în ziarele Înainte, Gazeta de Sud, Ora, Cuvântul Libertății, Momentul, Independentul ș.a.
Ca ilustrator de carte, a colaborat cu publicațiile craiovene și a realizat ilustrații pentru volume precum Retrospectiva vieții (Ed. Scrisul Românesc), Craiova, orașul întâlnirilor (Ed. Scrisul Românesc), Arborii Vieții (Ed. Cârțu), Craiova – orașul care bate veacul (2008).
În anul 1987 a fondat gruparea artistică „6+1”, care a funcționat până în anul 2006.
Opera sa artistică numără peste 750 de picturi, 175 de lucrări de grafică, trei sculpturi (Mama artistului – în ghips, Pasărea, Acvariu și Șarpele – în lemn), precum și trei panouri de mari dimensiuni în mozaic (300x200 cm), realizate pentru Școala „Traian” din Craiova, având titlurile: Împăratul Traian, Școala Veche și Școala Viitorului.
O mare parte dintre lucrările sale se află în colecția personală, iar altele au fost achiziționate de muzee și colecționari din România și din străinătate: Grecia, SUA, Canada, Italia, Germania, Franța, China, Bulgaria, Austria.
În 1999, a donat 15 lucrări Muzeului de Artă „Jean Mihail”, alte două Muzeului de Artă din Slatina și încă două Muzeului de Artă din Calafat. De asemenea, cinci lucrări au fost achiziționate de Muzeul de Artă „Jean Mihail”.
De-a lungul vieții, a realizat mai multe călătorii de documentare artistică în Grecia, Germania, Ucraina, Lituania, Cehia, Slovacia, Rusia, Turcia, Bulgaria și Italia.

## Distincții
- Diploma de excelență a Consiliului Județean Dolj-2007.
- Diploma de excelență și medalia Muzeului de Artă „Jean Mihail”-2008.
- Diploma de profesor, evidențiat la Ministerul Învățământului-1997.

## Menționări în enciclopedii
- „Artiști plastici craioveni”- Paul Rezeanu – Ed. „Arc”(2000)- pag. 44;
- „Enciclopedia artiștilor români contemporani”- Ovidiu Barbosa - Ed. „Meridiane-pag.380;
- „Enciclopedia personalităților din România”-Ed. a III-a(2008)- Ed. Hubners is Who - pag. 41;
- „Criticul de Artă”- Florin Rogneanu, director al Muzeului de Artă „Jean Mihail” îl prezintă pe artist ca un novator în compozițiile sale care prin libertatea gestului și a pensulației individualizează creația sa învăluind-o într-o atmosferă blândă cu inflexiuni argintii și un desen ferm.